# Nana Klutse
 (avril 2023).
Pour les articles homonymes, voir Klutse.
Nana Ama Browne Klutse, née le 23 mai 1981 à Nyanfeku Ekroful (Ghana), est une conférencière et climatologue ghanéenne.

## Première vie et formation
Nana Ama Browne Klutse est née le 23 mai 1981 à Nyanfeku Ekroful. Elle a fait ses études primaires à l'école primaire méthodiste d'Anomabo et au JHS.
Elle a continué à l'école secondaire pour filles de Mfantsiman et est ensuite allée à l'Université de Cape Coast au Ghana pour lire BSc Physics. Elle a poursuivi son doctorat en climatologie à l'Université de Cape Town en Afrique du Sud.

## Carrière scientifique
Le docteur Klutse étudie la dynamique climatique de l'Afrique de l'Ouest. Son travail se concentre sur la science du climat et le développement, en particulier sur la mousson africaine,. Elle est maître de conférences au département de physique de l'Université du Ghana. Dans le passé, elle a dirigé le Centre de télédétection et climatologie. Klutse est membre en sciences du climat de l'Institut Africain des Sciences Mathématiques et auteur principal contribuant au sixième rapport d'évaluation du GIEC (AR6). Elle encourage également activement les filles du Ghana à envisager des carrières scientifiques et soutient l'amélioration de l'enseignement des sciences dans le pays.
Klutse a travaillé au Ghana Space Science and Technology Institute de la Commission Ghanéenne de l'Énergie Atomique en tant que chercheur principal de 2016 à 2018. Auparavant, elle avait été conférencière invitée au Centre de Service Scientifique Ouest-Africain sur le Climat et l'Utilisation Adaptée des Terres à Akure, au Nigéria.

## Carrière politique
Klutse est également actif en politique en tant que membre du Congrès National Démocratique.